# Ditlev Rumohr
Ditlev Rumohr (1634 – 8. januar 1678) var officer, og blev født på sin slægts gamle sæde, Røst i Angel. Hans forældre var Henrik Rumohr til Røst og Ida Brockdorff af Vindeby Gods. Hans militære løbebane er ikke let at følge. Allerede 1649 synes han at have været rytter. I 1660 var han ritmester ved Chr. Urnes regiment og var den egentlige ophavsmand til det slagsmål, under hvilket H.F. Levetzow dræbte en trompeter. Regimentet blev opløst i 1661, og Rumohr rejste til udlandet. I 1666 rejste han hjem fra Konstantinopel. I 1667 blev han dansk oberstløjtnant og stod i denne egenskab ved sjællandske nationale rytterregiment 1670-73, hvorefter han tog tjeneste i Brunsvig-Wolfenbüttel som oberst for et infanteriregiment og kæmpede mod franskmændene og svenskerne. Han vendte atter hjem i 1677 og blev dansk generalmajor. Ved den uheldige storm på Malmø (26. juni) kommanderede han en af stormkolonnerne, der dog ikke nåede at komme over graven. I slaget ved Landskrone (14. juli) var han en af de kommanderende på slagordenens venstre fløj; han fik hesten skudt under sig og kom i svensk fangenskab, men blev hurtig løsladt, således at han samme efterår kunne være med på toget til Rygen. Da kongen forlod øen, indsatte han Rumohr til guvernør med befaling til at optræde med forsigtighed. Da den svenske general Kønigsmark i begyndelsen af 1678 traf forberedelser til at gå over til Rygen, trak Rumohr sine tropper sammen ved landgangsstedet; men den opstilling, han tvært imod den ham givne instruktion indtog, var kun lidet egnet til at standse en overlegen fjende. Angrebet blev iværksat 8. januar; Rumohr fik dog ikke udfaldet af sine uheldige dispositioner at se; han blev dræbt af et af de første kanonskud, fjenden løsnede. Der siges, at han var en tapper Mand, men manglede besindighed og «brugte haard og Stræng Konduite».
Rumohr giftede sig i 1670 med datteren af rigsfeltherren Hans Schacks, Augusta Schack (født 30. september 1655 og døde allerede 19. november 1670), hvorefter Rumohr måtte tilbagegive Gisselfeld, som han havde fået med hende. Han ejede Røst og nabogården Tøstrup og fortsatte her sin slægts stridigheder med flækken Kappels indbyggere, som man ville påstå var livegne under Røst. Ejendommene gik, da Rumohr ikke efterlod børn, over til hans brødre, af hvilke Cai Rumohr (1635 – 1714), dansk gesandt i Dresden, gehejmeråd og hvid ridder, var den mest fremtrædende.